# Arne Reimer
Arne Reimer (* 1972 in Rendsburg) ist ein deutscher Fotograf und Autor, der vor allem im Bereich Jazz hervorgetreten ist.

## Leben und Wirken
Reimer, der bereits als Jugendlicher Jazzmusiker fotografierte, studierte zunächst an der Hochschule für Grafik und Buchkunst Leipzig, wo er 2001 mit dem Diplom im Fach Bildende Kunst abschloss; ab 2003 studierte er mit einem Fullbright-Stipendium am Massachusetts College of Art and Design in Boston, wo er 2005 einen „Master of Fine Arts“ erhielt.
Von 2006 bis 2012 war Reimer als künstlerischer Mitarbeiter an der Hochschule für Grafik und Buchkunst in Leipzig tätig; daneben arbeitete  er als freier Fotograf für Plattenfirmen wie ECM Records und für die Jazzpresse. Er hat in der Zeitschrift Jazzthing die Serie American Jazz Heroes initiiert, für die er über hundert noch lebende  Jazzmusiker zu Hause besuchte, mit ihnen sprach und sie fotografisch porträtierte. Für die aus der Serie entstandenen beiden Fotobände, die von der Kritik hochgelobt wurden, erhielt er 2017 den Sonderpreis des ECHO Jazz. Weiterhin entstand eine gleichnamige Ausstellung, die 2017 u. a. im Haus der Fotografie Burghausen gezeigt wurde. Ausgangspunkt für den Fotoband Long Play war Reimers Feststellung, dass Plattenläden in den USA eingingen; er dokumentierte diese Orte, die für die Vermarktung des Mediums Schallplatte zentral waren.

## Schriften
- Jazz Calendiary 2006, Lübbecke 2005; ISBN 978-3981025019.
- Rainer Haarmann: JazzBaltica, Hamburg 2006; ISBN 3-938017-55-4.
- American Jazz Heroes: Besuche bei 50 Jazz-Legenden, Köln 2013; ISBN 978-3981585803.
- American Jazz Heroes. Vol. 2: Besuche bei 50 Jazz-Legenden, Köln 2016; ISBN 978-3981585810.
- Long Play, Köln, London 2017; ISBN 978-3960980377